# Église Saint-Martin de Cazarilh-Laspènes
Pour les articles homonymes, voir Église Saint-Martin.
L'église Saint-Martin est une église catholique située à Cazarilh-Laspènes, en France.
Elle fait l'objet d'une protection au titre des monuments historiques.

## Localisation
L'église est située dans le département français de la Haute-Garonne, isolée à une centaine de mètres à l'ouest du village de Cazarilh-Laspènes, en bordure de la route départementale 51a.

## Historique
L'église de style roman remonte aux XIe et XIIe siècles.
L'édifice est inscrit au titre des monuments historiques le 18 novembre 1926.

## Architecture
L'église est un rectangle orienté est-ouest, prolongé au chevet par une abside semi-circulaire. Le clocher carré surmonte la nef. L'abside du chevet est décorée de bandes lombardes.
Plusieurs cippes funéraires sont utilisés en remploi sur les murs extérieurs de l'église.

## Galerie de photos

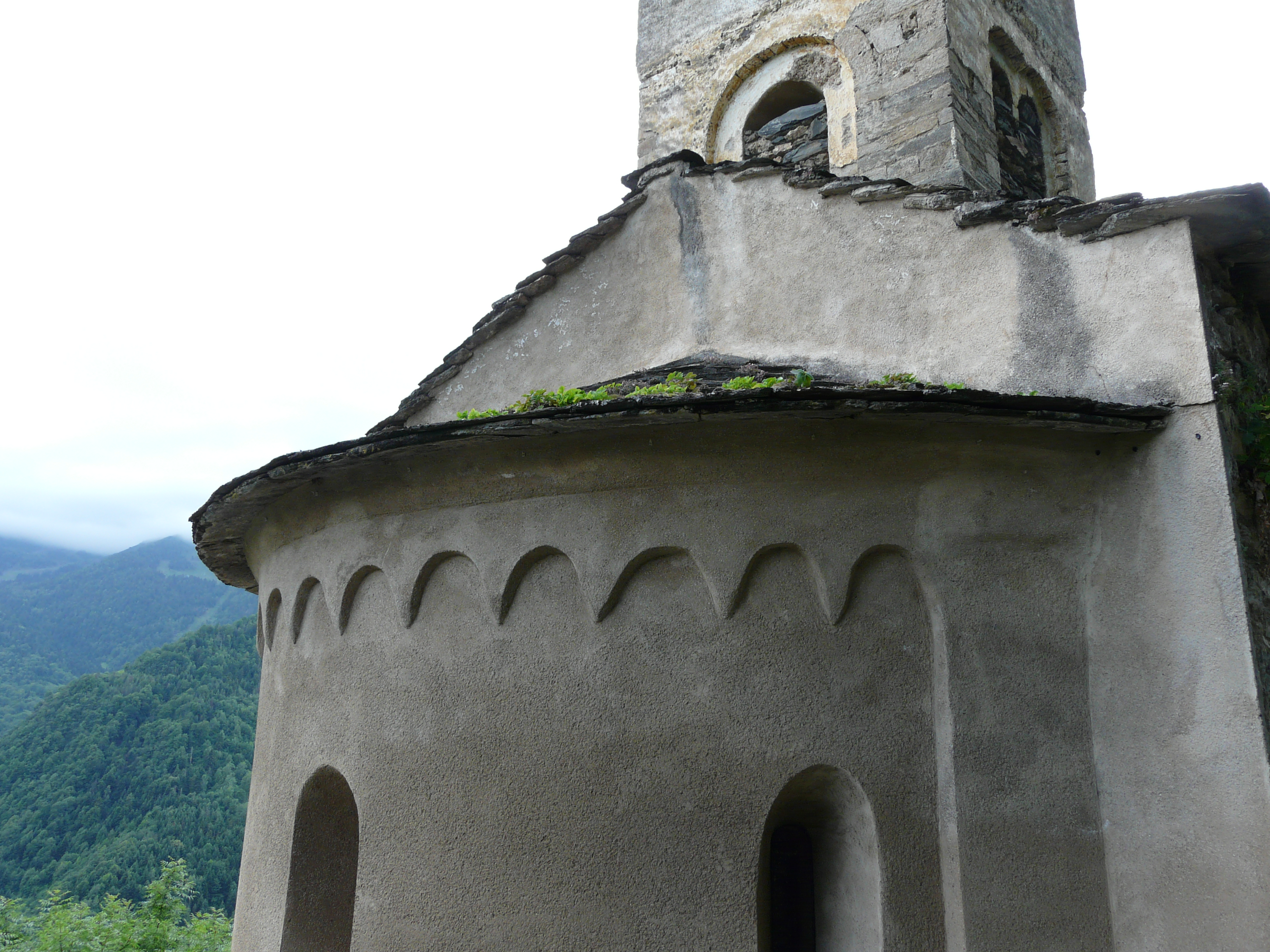
Le chevet.
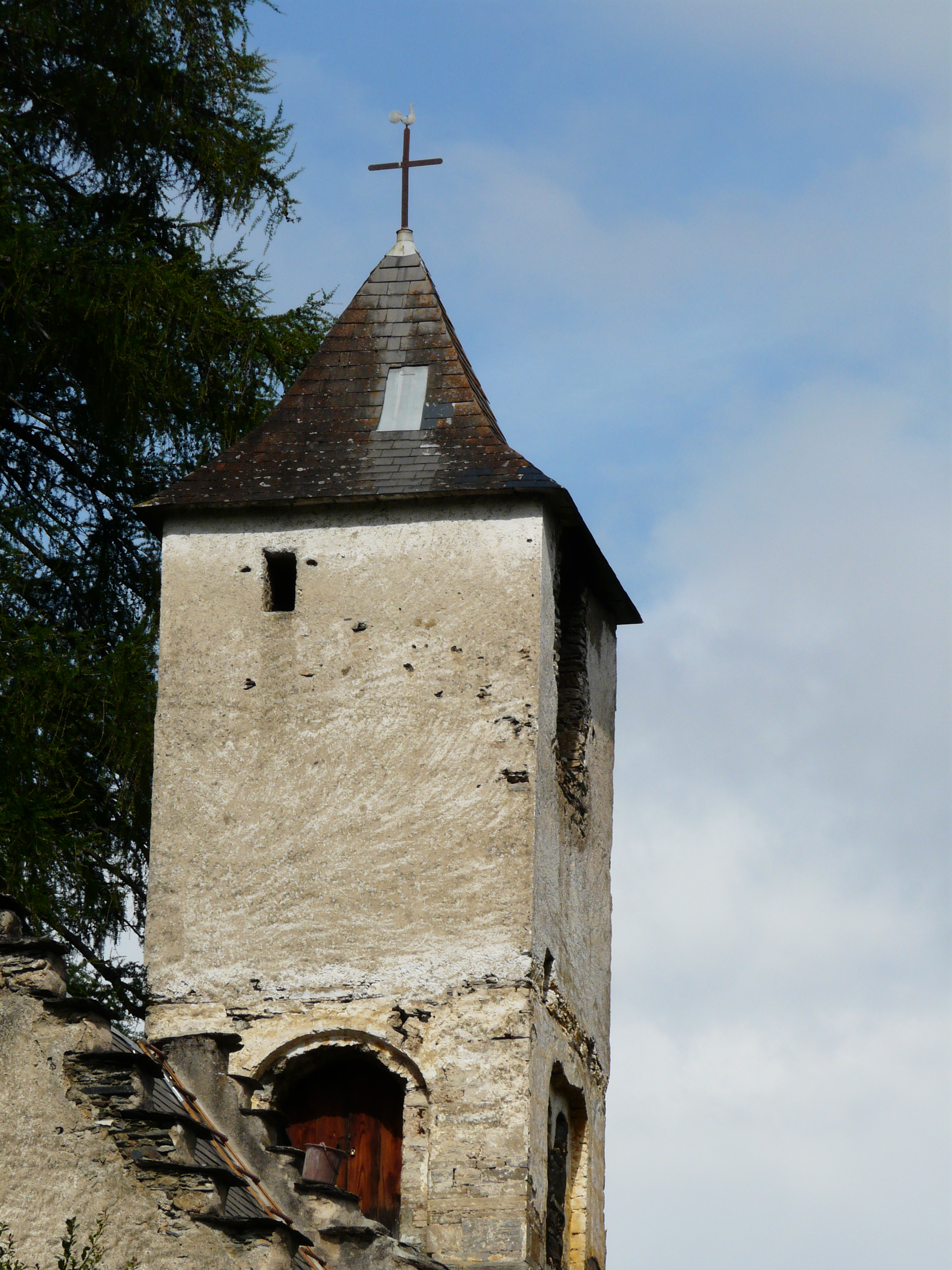
Le clocher.
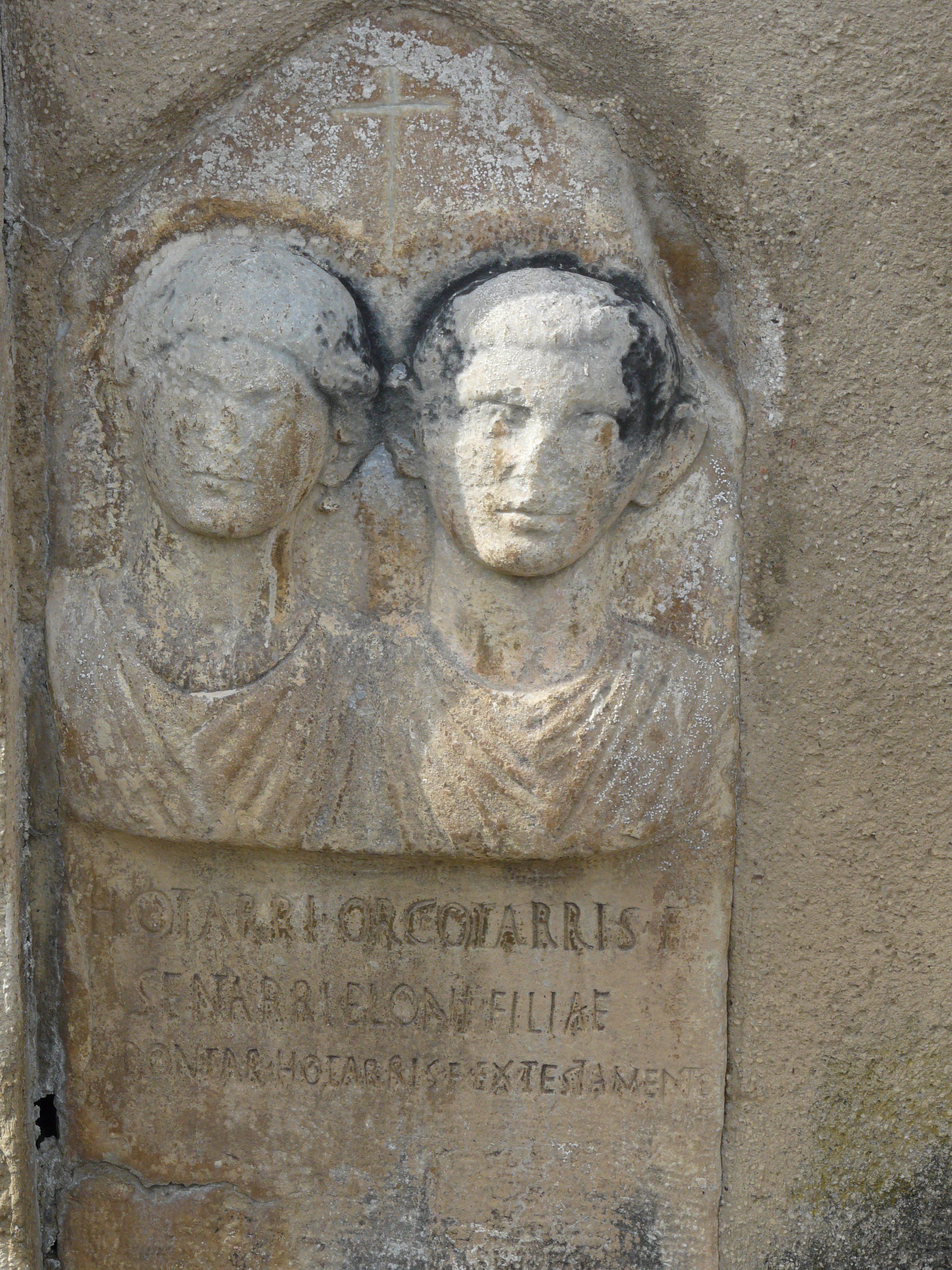
Cippe funéraire.
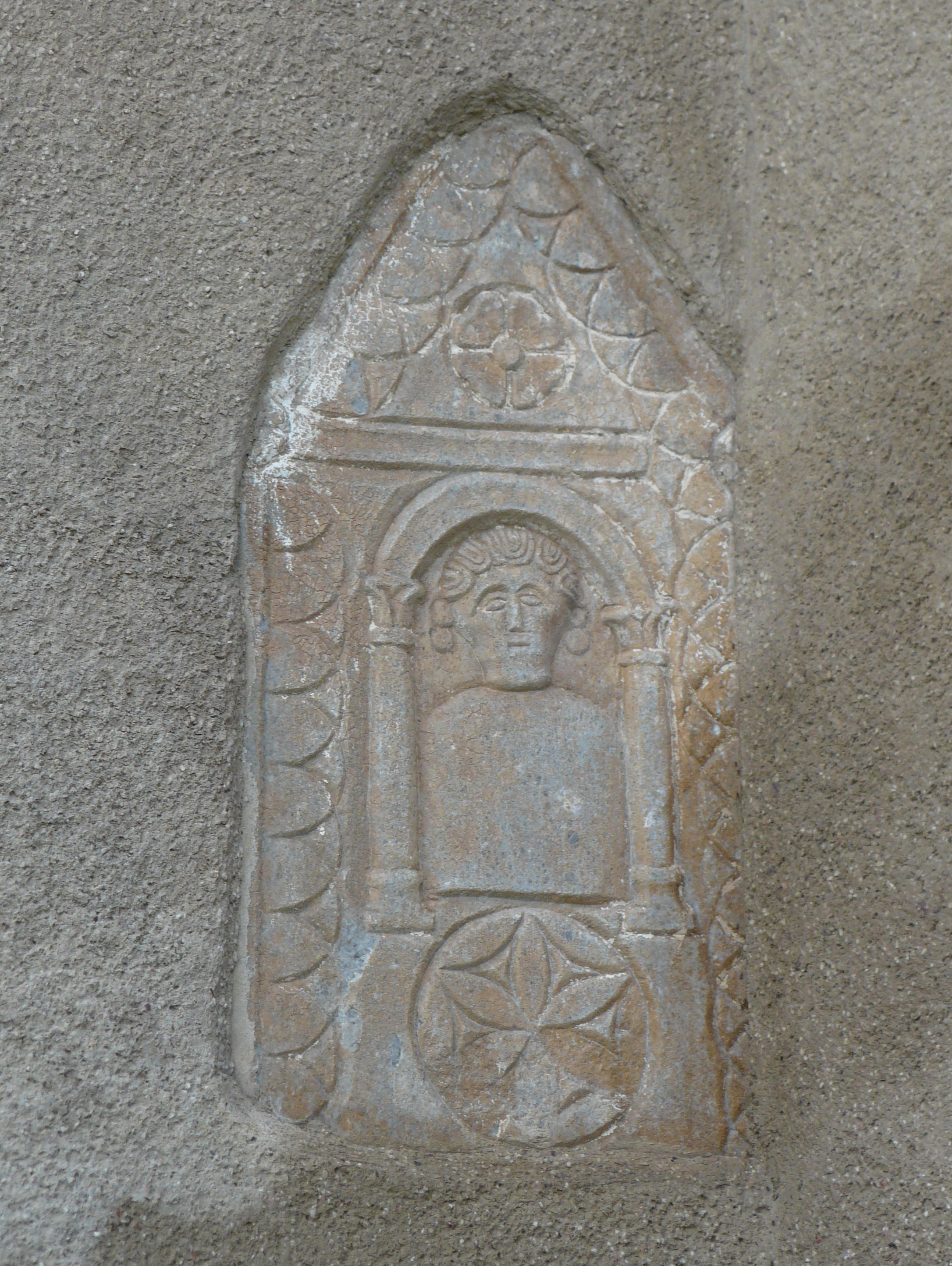
Un autre cippe.
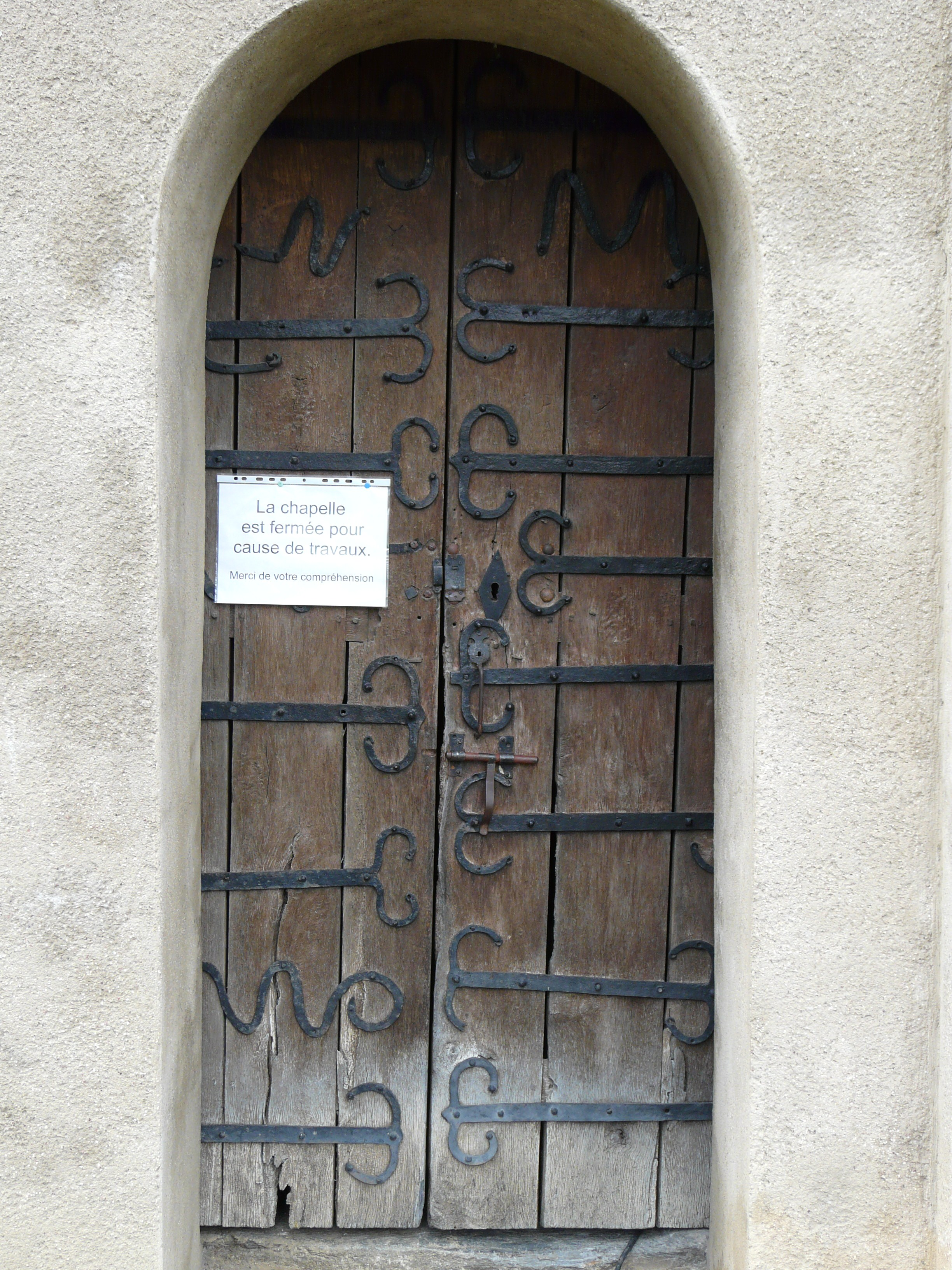
Les ferrures de la porte.